# Małgorzata Kidawa-Błońska
Małgorzata Maria Kidawa-Błońska, née Grabska le 5 mai 1957 à Varsovie, est une femme politique polonaise, membre de la Plate-forme civique (PO). 
Porte-parole du gouvernement polonais à deux reprises entre 2014 et 2015, elle est brièvement présidente, puis vice-présidente de la Diète de Pologne à partir de 2015.
Après avoir mené sans succès une coalition centriste aux élections parlementaires de 2019, elle est choisie quelques mois plus tard par son parti pour en porter les couleurs à l'élection présidentielle de 2020. Elle retire néanmoins sa candidature au profit de Rafał Trzaskowski.
À l'issue des élections parlementaires de 2023, elle est élue sénatrice puis devient présidente du Sénat polonais dans la foulée.

## Biographie
Descendante du Premier ministre Władysław Grabski et du président Stanisław Wojciechowski, Małgorzata Kidawa-Błońska est sortie diplômée de la faculté de philosophie et de sociologie de l'université de Varsovie en 1983. Entre 1994 et 2005, elle travaille pour une maison de production cinématographique.
Le 25 septembre 2005, à l'issue des élections législatives, elle est élue députée sur la liste de la Plate-forme civique, à Varsovie. Elle est réélue deux ans plus tard, lors du scrutin parlementaire anticipé du 21 octobre 2007, avec 13 057 voix, puis le 9 octobre 2011, avec 45 027 votes. Parallèlement, elle est l'une des porte-paroles du candidat Bronisław Komorowski, durant la campagne de l'élection présidentielle de 2010.
Le 7 janvier 2014, elle est nommée porte-parole du gouvernement de Donald Tusk, une fonction qu'elle perd quelques mois plus tard, après la constitution d'un nouveau cabinet, dirigé par Ewa Kopacz. Néanmoins, le 3 février 2015, elle retrouve cette responsabilité.
Le 15 juin 2015, la Plate-forme civique la désigne candidate à la présidence de la chambre basse du parlement, après la démission de Radosław Sikorski. Dix jours plus tard, elle est élue présidente de la Diète de la république de Pologne avec 244 voix en sa faveur. Après le changement de majorité consécutif aux élections générales de 2015, elle devient vice-présidente.
Elle appelle au boycott de l'élection présidentielle polonaise de 2020 dans le contexte de la pandémie de Covid-19. Les intentions de vote en sa faveur diminuent alors de façon très importante, passant sous la barre des 10 %,. Le maire de Varsovie, Rafał Trzaskowski, est désigné candidat du parti après son retrait.